# Страус (рід)

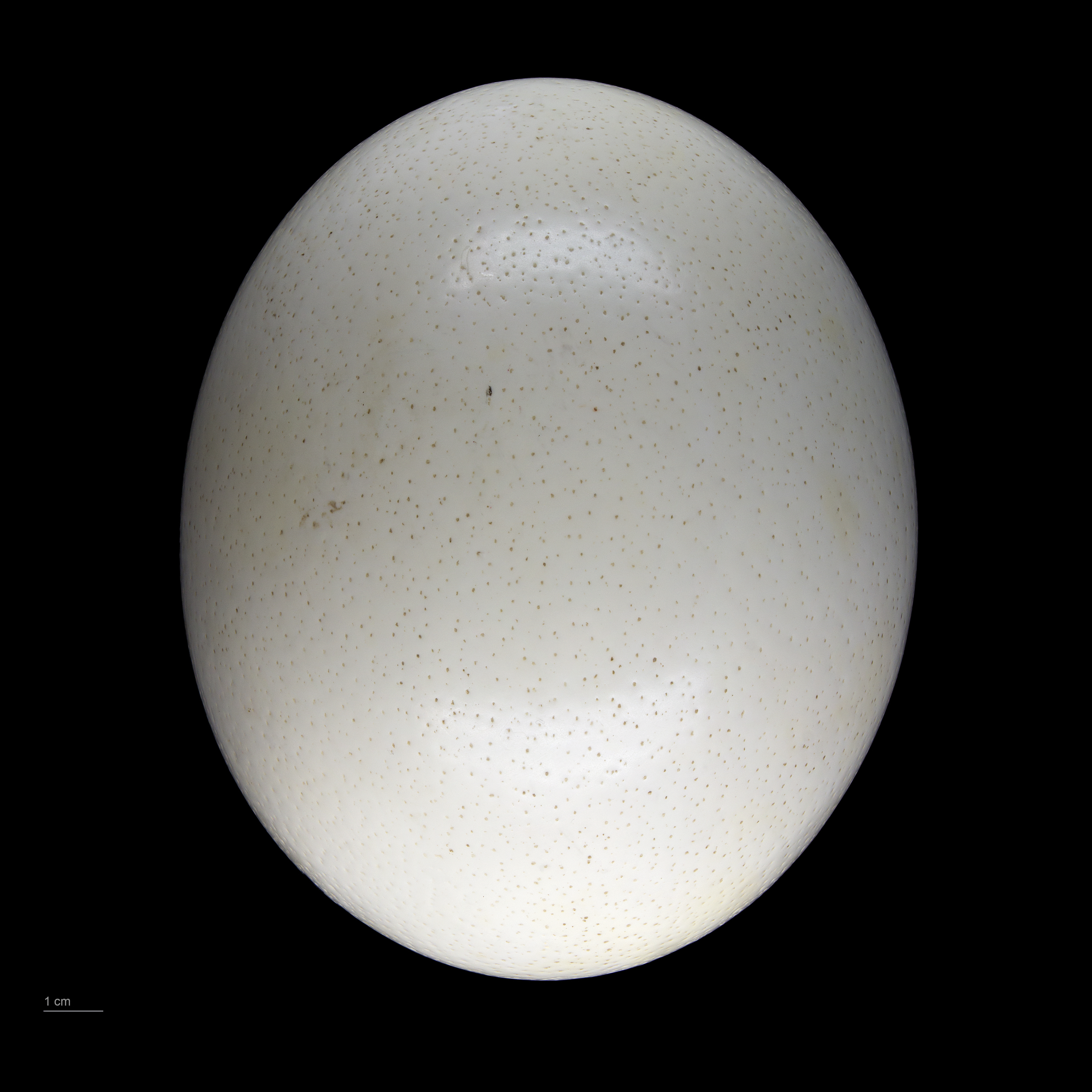
Struthio camelus

Страус (Struthio) — рід нелітаючих птахів родини страусових (Struthionidae).

## Види
Рід включає два сучасних види та низку вимерлих форм:
- †Struthio coppensi (міоцен, Намібія)
- †Struthio linxiaensis (міоцен, Китай)
- †Struthio orlovi (міоцен, Молдова)
- †Struthio karingarabensis (міоцен-пліоцен, Африка) — оотаксон (?)
- †Struthio kakesiensis (пліоцен, Танзанія)
- †Struthio wimani (пліоцен, Китай та Монголія)
- †Struthio daberasensis (пліоцен, Намібія)
- †Struthio brachydactylus (пліоцен, Україна)
- †Struthio chersonensis (пліоцен, Східна Європа та Західна Азія)
- †Struthio asiaticus (пліоцен-плейстоцен, Центральна Азія, Китай, Марокко) — страус азійський
- †Struthio dmanisensis (пліоцен-плейстоцен, Грузія)
- †Struthio oldawayi (плейстоцен, Танзанія) — можливо підвид S. camelus
- †Struthio anderssoni — Китай[1][2] оотаксон (?)
- Struthio camelus — страус африканський
- Struthio molybdophanes — страус сомалійський